# Gonfreville-Caillot
Gonfreville-Caillot è un comune francese di 316 abitanti situato nel dipartimento della Senna Marittima nella regione della Normandia.

## Società

### Evoluzione demografica
Abitanti censiti